# Szolgari grúz királyné
Szolgari (? – 1289 után), névváltozara: Szorgala, grúzul: სოლღარი, perzsa-mongol (ilhanida) hercegnő, grúz királyné. II. (Komnénosz) Alexiosz trapezunti császár anyósa és Dzsakeli Dzsiadzsak trapezunti császárné anyja.

## Élete
Férje II. (Mártír) Demeter (1258–1289) grúz király.
Mostohafia, V. György (1288/9–1346) grúz király (ur.: 1299–1346) édesanyja, Dzsakeli Natela, valamint az ő vejének, II. Alexiosz trapezunti császárnak az első felesége, Dzsakeli Dzsiadzsak császárné testvérek voltak.

## Gyermekei
- Férjétől, II. (Mártír) Demeter (1258–1289) grúz királytól, 3 gyermek:[1]
  - Baindur
  - Iadgar
  - Dzsiadzsak (Dzsigda-hatun/i/) (1288 körül–1330 után), férje II. (Komnénosz) Alexiosz (1283–1330) trapezunti császár, nem születtek gyermekei (?)